# Standardy profesjonalnego public relations
Standardy profesjonalnego public relations – zbiór zasad etycznych, rekomendowanych do stosowania przez specjalistów public relations w Polsce. Zostały one opracowane w roku 2020 przez zespół pod kierownictwem prof. Jerzego Olędzkiego. Zostały wydane w postaci książki w Wydawnictwie Naukowym Uniwersytetu Kardynała Stefana Wyszyńskiego w Warszawie. 

## Prace nad standardami
Prace nad standardami rozpoczęto w lipcu 2018 roku w siedzibie Związku Firm Public Relations. Wówczas to odbyło się spotkanie założycielskie Społecznego Zespołu Ekspertów PR, w skład którego weszli: prof. Krystyna Wojcik, prof. Jerzy Olędzki, dr Ewa Hope, dr Jacek Barlik oraz Piotr Czarnowski. Po kilku spotkaniach roboczych zespół opuścił Piotr Czarnowski, który wraz z Grzegorzem Szczepańskim podjęli się realizacji innego projektu, jakim stał się jedenastopunktowy Kodeks Etyki PR, przyjęty następnie jako oficjalny dokument Związku Firm Public Relations.
Na potrzeby projektu, w roku 2019, został zrealizowany bardzo rozbudowany projekt badawczy, przez zespół Działu Badań i Analiz Strategicznych Exacto. Pierwsza prezentacja wyników odbyła się podczas XIX Kongresu Public Relations w Rzeszowie. Standardy zostały przyjęte jako wartości kluczowe i zapisano je w akcie założycielskim Stowarzyszenia Agencji Public Relations, co miało miejsce we wrześniu 2020 roku w Warszawie. 
Standardy profesjonalnego public relations stanowią zasób wiedzy w zakresie etyki w zawodzie PR i uzupełniają dotychczas istniejące kodeksy, w tym Kodeks Etyki PSPR. Zostały one opisane w książce pod red. naukową prof. Jerzego Olędzkiego, do którego artykuły napisało piętnastu polskich naukowców, zajmujących się komunikacją społeczną. 